# Triplotaenia mirabilis
Espèce
Triplotaenia mirabilis est une espèce de cestodes de la famille des Anoplocephalidae.

## Hôtes
Cette espèce parasite les pétrogales Petrogale lateralis et Petrogale penicillata, et a également été retrouvée chez la rainette Dryopsophus aureus.